# Surau

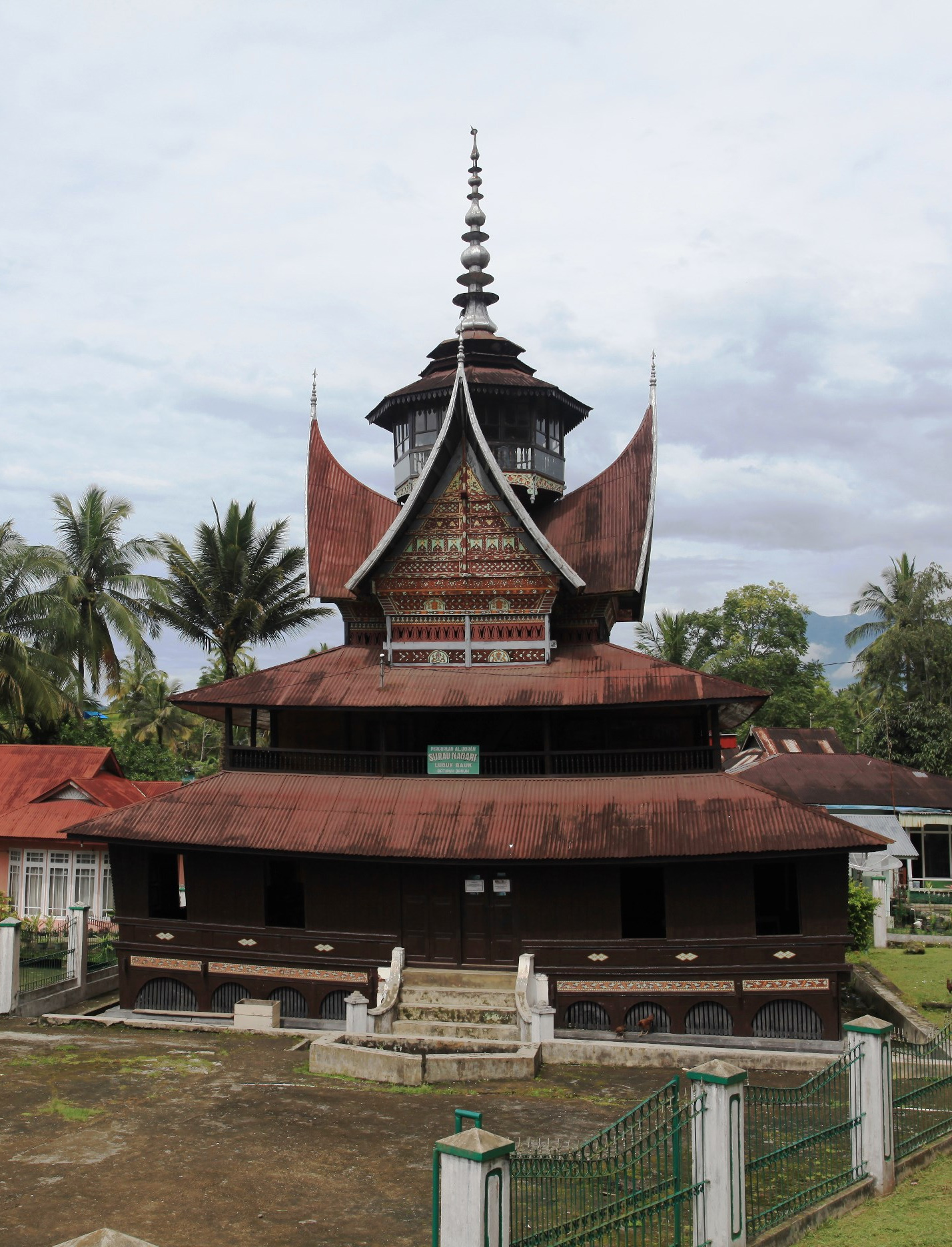
Der Surau Nagari Batipuh in Westsumatra

Surau ist der Name eines islamisch-religiösen Versammlungsgebäudes, das in einigen Regionen Sumatras sowie auf der Malaiischen Halbinsel verbreitet ist und dem Gottesdienst und der religiösen Unterweisung dient. Von seiner rituellen Funktion her ähnelt der Surau einer Moschee, allerdings sind Suraus meistens kleiner als Moscheen, und im Surau finden keine Freitags- und Festtagsgebete statt. Häufig sind Suraus auch einer Moschee angeschlossen und dienen dann ausschließlich der religiösen Unterweisung. Hinsichtlich seiner religiösen Doppelfunktion stellt der Surau gewissermaßen das südostasiatische Gegenstück zur arabischen Zāwiya dar.

## Bei den Minangkabau

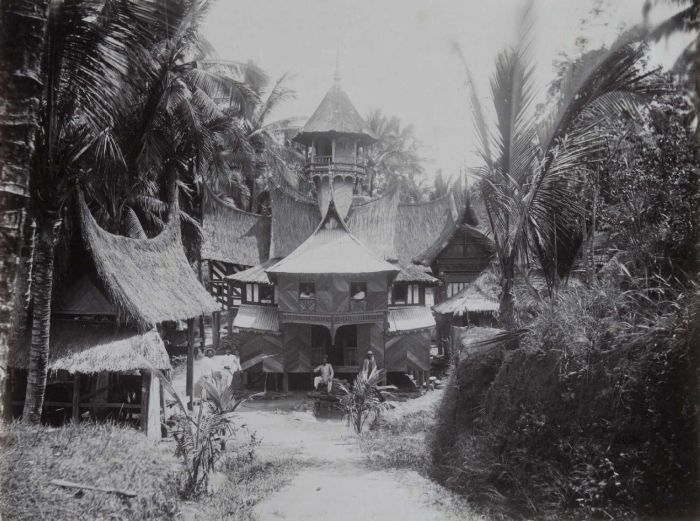
Moschee und Surau in Westsumatra, 1880–1900, Photographie Tropenmuseum

Der Surau als religiöse Institution lässt sich zunächst bei den Minangkabau nachweisen. Suraus waren hier schon in vorislamischer Zeit fester Bestandteil des sozio-religiösen Systems. Sie dienten der Ahnenverehrung und waren Häuser, in denen Männer zusammen lebten und lernten. Der erste islamische Surau bei den Minangkabau wurde wahrscheinlich Ende des 17. Jahrhunderts von Burhān ad-Dīn, einem Schüler von ʿAbd ar-Raʾūf as-Singkilī, in der Küstenstadt Ulakan errichtet. Er entwickelte sich zu einer der wichtigsten islamischen Bildungseinrichtungen bei den Minangkabau und wurde zum Modell für viele andere Einrichtungen dieser Art. Suraus konnten dabei eine sehr unterschiedliche Größe haben. Die kleineren, die als Surau Mangaji bezeichnet wurden, bestanden meist nur aus einem kleinen Raum, hatten bis zu 20 Schüler und üblicherweise nur einen Lehrer, der gleichzeitig als Imam fungierte, und dienten allein dem Erlernen der Koranrezitation. Große Suraus dagegen hatten während der Blütezeit der Surau-Kultur im 18. Jahrhundert bis zu 1.000 Schüler, umfassten bis zu 20 Gebäude und vermittelten den Schülern, die im Surau lebten, eine vollständige religiöse Ausbildung. Die zentrale Figur des Surau war der tuanku shaikh, der meist auch als Träger von Baraka galt. Ihm unterstanden in großen Suraus üblicherweise eine ganze Anzahl von Lehrern, die als Guru bezeichnet wurden und meist selbst bei ihm gelernt hatten oder noch bei ihm lernten. Der Errichtung und der Unterhalt der Suraus erfolgten üblicherweise durch Stiftungen (waqf) und Spenden von Eltern sowie durch die Arbeit der Surau-Bewohner. Da das Ansehen eines Surau zum großen Teil von dem Charisma und der Frömmigkeit seines tuanku shaikh abhingen, konnte es passieren, dass nach dessen Tod der Surau schnell einen Niedergang erlebte oder ganz verschwand. In all diesen Aspekten weist der Surau der Minangkabau große Ähnlichkeiten mit der Institution des Pesantren auf, die ursprünglich nur auf Java verbreitet war.

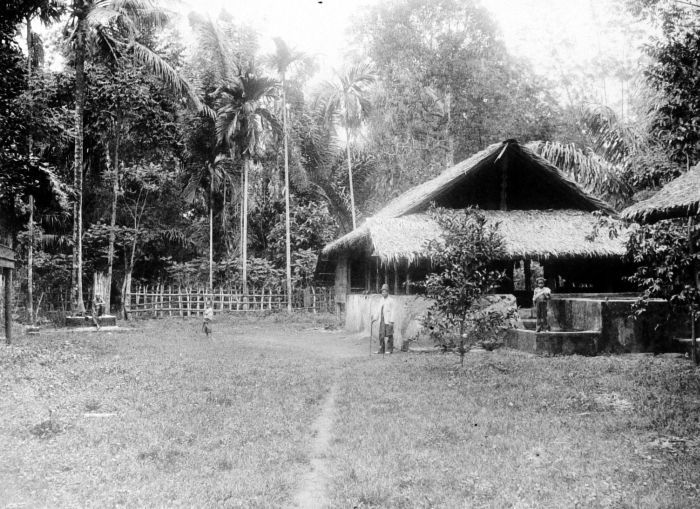
Ein Surau in Aceh, 1890–1930, Photographie Tropenmuseum

Viele Suraus waren gleichzeitig Zentren sufischer Orden. In diesem Fall war der tuanku shaikh der spirituelle Führer der Surau-Bewohner, und diese leisteten ihm den Treueid. Der Surau von Ulakan diente zum Beispiel als Zentrum des Schattārīya-Ordens, in den Burhān ad-Dīn von ʿAbd ar-Raʾūf as-Singkilī eingeführt worden war. Andere Orden, die bei den Minangkabau eigene Suraus besaßen, waren die Naqschbandīya und die Qādirīya. Einige Studenten besuchten verschiedene Suraus nacheinander und ließen sich in verschiedene Orden einführen. Die Tatsache, dass der Schüler eines tuanku shaikh als Murīd oder Faqīr bezeichnet werden, zeigt den großen Einfluss des Sufismus auf die Surau-Kultur.
Anfang des 19. Jahrhunderts wurde das Surau-System von Hāddschis, die in Mekka mit der Lehre der Wahhabiten in Kontakt gekommen waren, radikal in Frage gestellt. Sie und ihre Anhänger, die sogenannten Padris, brandmarkten die Suraus als Zentren der Verbreitung unislamischer Lehren und Praktiken und brannten einige von ihnen während der sogenannten Padri-Kriege (1821–38) nieder. Weitere Schritte, die den Niedergang der Surau-Kultur einläuteten, waren um 1870 die Einführung eines neuen Schultyps, der sogenannten sekolah nagari, durch die Niederländer sowie um 1900 die intellektuellen Angriffe reformistischer Muslime, die die Suraus als Horte der Rückständigkeit anprangerten und eigene säkulare Schulen errichteten. Heute gibt es zaghafte Versuche zur Wiederbelebung der Surau-Kultur bei den Minangkabau.

## Auf der Malaiischen Halbinsel

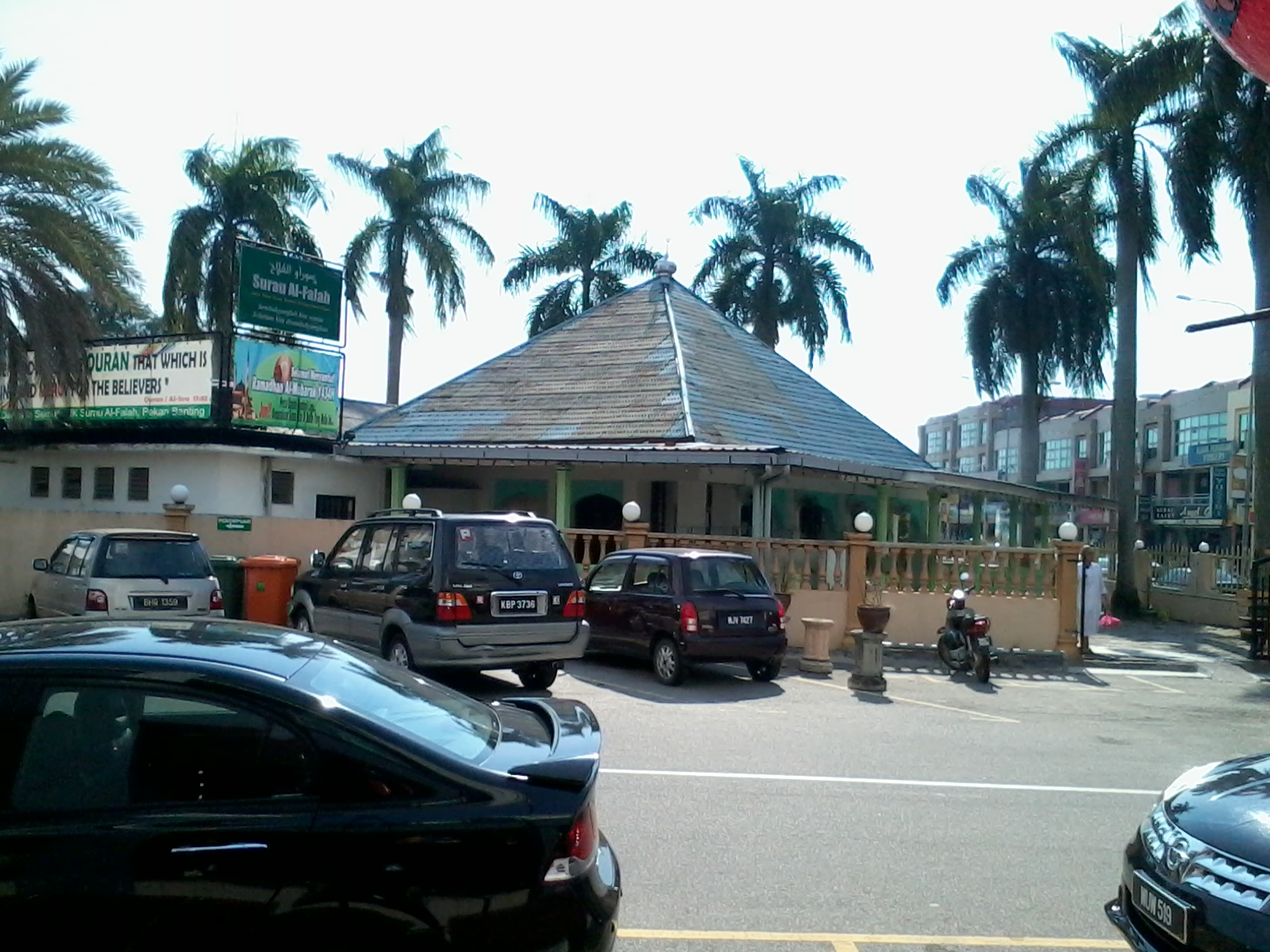
Der Surau al-Falah in der Stadt Banting, Selangor, Malaysia

Auf der Malaiischen Halbinsel ist der funktionelle Unterschied zwischen Moschee und Surau nicht immer ganz so deutlich. In ländlichen Gebieten war der Surau über Jahrhunderte das Zentrum des islamischen Gottesdienstes schlechthin und damit gleichbedeutend mit der Moschee. Im heutigen städtischen Raum in Malaysia und Singapur gibt es aber ebenfalls Suraus. Sharifa Zaleha, die sich mit Suraus in Malaysia befasst hat, kommt zu dem Schluss, dass der Unterschied zwischen den beiden Institutionen darin besteht, dass die Moscheen von staatlicher Seite errichtet werden, während die Suraus auf Graswurzel-Initiativen zurückgehen und noch stärker der Daʿwa-Arbeit dienen. Wie bei den Minangkaba hängt die Bedeutung eines Surau sehr stark von dem religiösen Gelehrten ab, der sich für diese Institution engagiert. Während der Blütezeit der Dakwah-Bewegung in den 1970er und 1980er Jahren wurden die Suraus in Malaysia auch zu Zentren des studentischen Lebens. Viele männliche und weibliche Studierende verbrachten mehrere Nächte im Monat im Surau, um dort in Form des Iʿtikāf bis zum Morgen zu beten, den Koran zu rezitieren und Andachtsübungen zu verrichten.

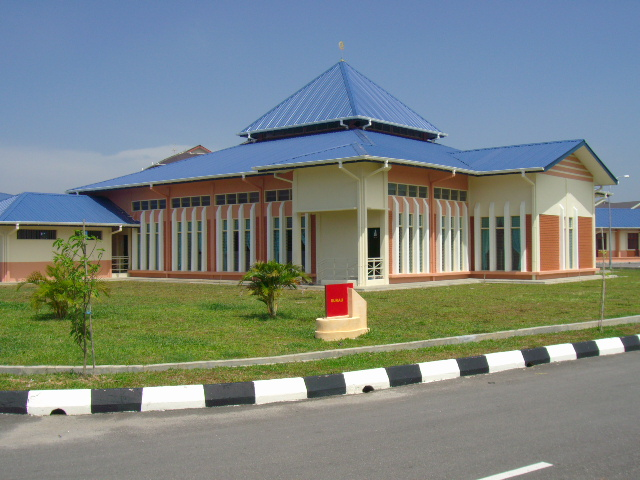
Ein neu errichteter Surau in der Provinz Kedah, Malaysia

Wie Moscheen gelten Suraus als sakrale Orte. Als Mitte August 2013 der Manager eines Ferienresorts in Kota Tinggi buddhistischen Mönchen aus Singapur einen Surau zur Meditation zur Verfügung stellte, rief das bei den Muslimen Malaysias große Empörung hervor. Hieraufhin bat M’sia, der Vorsteher der buddhistischen Gemeinschaft Malaysias, die Muslime seines Landes öffentlich um Entschuldigung für dieses „Fehlverhalten“.